# 崂山林场
崂山林场是位于山东省青岛市崂山的一个国有林场，2007年至今为事业单位。其管理区域即崂山国家森林公园。
1937年时，崂山森林面积为23万多亩。因抗日战争中日军毁林和第二次国共内战破坏，到1949年时仅余6万亩。1950年3月，在崂山登瀛村成立山东省立崂山林场。初期，林场进行封山育林，但本地松树因日军带来的松干蚧虫害受到毁灭性打击。林场从东北地区引进日本落叶松，经过十几年实践，取得成功。1964年至1974年间，林场进行大面积的生产性造林，共造日本落叶松林3.2万亩。1970年代中期开始，林场实施风景林改造。
1992年，青岛市人民政府将崂山林场划归青岛市崂山风景区管委会代管。同年，中国林业部批准成立崂山国家森林公园。公园、林场的管理体制为两块牌子，一套班子的管理体制。1994年，崂山林场正式归属崂山风景区管理委员会管理。2000年开始，崂山林场对景点及路线进行“七线五林”规划设计。2003年至2005年，对九水游览区和巨峰游览区的部分风景林实施改造。2007年至2017年，行政隶属青岛市崂山风景区管理局，为自收自支正处级事业单位。
2017年11月3日，山东省人民政府批复《崂山区崂山林场改革实施方案》。11月22日，青岛市国有林场改革领导小组转发方案。崂山区政府按方案落实林场改革事项。12月11日，崂山区机构编制委员会印发了《关于调整崂山国家森林公园管理处（崂山林场）经费形式的通知》（青崂编〔2017〕33号），明确“崂山国家森林公园管理处（崂山林场）为公益一类事业单位，经费形式由经费自理调整为财政拨款，经费按原渠道列支，其他机构编制事宜均不变”。崂山林场做为独立事业法人，实行政企事分开，行政仍隶属青岛市崂山风景区管理局，业务上受崂山区林业局和上级业务主管部门的管理。林场无经营性业务，人员经费、基础设施建设费用以及其他相关经费，纳入到崂山区财政预算。林场共有编制273名，设置67个管理岗位。崂山国家森林公园管理处处长即崂山林场场长，为五级管理岗。
崂山林场总面积达11.37万亩，森林覆盖率88.11%，活立木蓄积量73.42万立方米，全部为国家级公益林。全部国有林地无权属争议，无经营权转让。